# Mechanika rozwoju
Mechanika rozwoju – gałąź embriologii badająca mechanizmy i przyczyny przekształceń morfologicznych zachodzących podczas rozwoju embrionalnego osobnika.